# Ми тут живемо
«Ми тут живемо» (каз. Біз осында тұрамыз) — радянський художній фільм, знятий режисером Шакеном Аймановим за участю Матвія Володарського в 1956 році на Алматинській кіностудії.

## Сюжет
1954 рік. На заклик партії в глухий казахстанський степ приїжджає комсомольсько-молодіжний загін. Повні ентузіазму хлопці і дівчата горять бажанням підняти і освоїти цілинні землі. Місцеві жителі попереджають їх, що ця дика земля «людей ніколи не бачила, плуга не знала!». Але цілинників не лякають труднощі і це їх не зупиняє. Молоді доведеться зіткнутися не тільки з суворою природою, але й з відсталістю місцевих чиновників.

## У ролях
- Костянтин Барташевич — Ілля Ілліч Кудряш, директор колгоспу
- Шахан Мусін — Сапаров
- Замзагуль Шаріпова — Діна Баймухаметівна
- Ідріс Ногайбаєв — Куаниш Коркутов, директор тресту колгоспів
- Сайфулла Тельгараєв — Сайран
- Шакен Айманов — Беїсов, секретар обкому
- Абен Мухамедьяров — Буланбай
- Сабіра Майканова — Торгун
- Лідія Ашрапова — Халіда Торгунова
- Лев Фрічинський — Сергій Савченко
- Олексій Бахарь — Олексій Овсянников
- Віра Петрова — Олена
- Євген Попов — Сердюков
- Віктор Гераскін — Віктор Ломакін
- Генріх Соловйов — епізод
- Мухтар Бахтигєрєєв — епізод
- Ахат Толубаєв — епізод
- Юрій Вайншток — епізод
- Л. Ольшевський — епізод
- Суат Абусеїтов — епізод

## Знімальна група
- Режисер — Шакен Айманов, Матвій Володарський
- Сценаристи — Володимир Абизов, Михайло Блейман, Шахмет Хусаїнов, Матвій Володарський
- Оператор — Марк Беркович
- Помічник оператора — Б. Левкович
- Помічник режисера — А. Хлипова
- Композитор — Олександр Зацепін, Мукан Тулебаєв
- Художники — Павло Зальцман, Юрій Вайншток
- Диригент — В. Кнушевицький
- Директор картини — Ф. Лелюх